# Diolenius phrynoides
Diolenius phrynoides är en spindelart som först beskrevs av Charles Athanase Walckenaer 1837.  Diolenius phrynoides ingår i släktet Diolenius och familjen hoppspindlar. Inga underarter finns listade i Catalogue of Life.